# Миллер, Карл
Карл Миллер (англ. Carl Miller, 9 августа 1893 — 22 января 1979) — американский киноактёр. С 1917 года по 1942 год снялся в 44 фильмах.
Родился в Уичита, штат Техас, и умер в Гонолулу, Гавайи. Самые известные свои роли сыграл в фильмах Чарли Чаплина — это Мужчина в «Малыше» и Жан Милле в «Парижанке».

## Избранная фильмография
- 1921 — Малыш — Мужчина
- 1923 — Парижанка — Жан Милле
- 1925 — Красное кимоно
- 1931 — Путешествующие мужья